# Síndrome de Dorian Gray
A síndrome de Dorian Gray (SDG ou, em Inglês, DGS), denota um fenômeno cultural e social caracterizado pela excessiva preocupação do indivíduo com sua própria aparência, acompanhada de dificuldades em lidar com o processo de envelhecimento natural. Aqueles que sofrem da síndrome de Dorian Gray são usuários de uma grande quantidade de cosméticos e procedimentos médicos numa tentativa de preservar a aparência de juventude. A síndrome não é reconhecida no DSM IV.
A DGS é caracterizada por uma tríade de sintomas que se sobrepõem e, portanto, combinam sinais de caráter dismorfofobia, narcisista e a imaturidade do desenvolvimento interrompido, que muitas vezes são encontrados em parafilias.
O nome é uma alusão ao romance O Retrato de Dorian Gray, de Oscar Wilde.